# Coelho Neto (bairro do Rio de Janeiro)
Coelho Neto é um bairro da Zona Norte do município do Rio de Janeiro.
Coelho Neto é um bairro localizado na Zona Norte da cidade do Rio de Janeiro, no Brasil. Está situado entre os bairros de Barros Filho, Costa Barros, Pavuna, Acari, Irajá, Colégio, Rocha Miranda e Honório Gurgel.
Seu IDH, no ano 2000, era de 0,806, o 85º melhor do município do Rio de Janeiro.

## História
O bairro recebeu o nome em homenagem ao poeta maranhense Coelho Neto, considerado um dos grandes nomes da literatura brasileira. A região começou a se desenvolver principalmente a partir da década de 1950, quando ocorreu um grande crescimento populacional no Rio de Janeiro.
Coelho Neto é cortado por uma importante artéria de trânsito, a Avenida Brasil, pela qual trafega diariamente um grande número de veículos, além da Avenida Pastor Martin Luther King Jr. e da Avenida dos Italianos.
Coelho Neto é predominantemente residencial, com uma mistura de casas e edifícios de apartamentos. Seu comércio é bastante variado, com diversas lojas, supermercados, restaurantes, bares e serviços locais. O bairro conta com escolas, creches, unidades de saúde e algumas opções de lazer, como praças e quadras esportivas, além da quadra da Unidos da Vila Santa Tereza.
Em termos de transporte, Coelho Neto é servido por linhas de ônibus que conectam o bairro a outras áreas do Rio de Janeiro. Além disso, a estação Coelho Neto, pertencente ao Linha 2 do Metrô, oferece acesso ao sistema metroviário da cidade.
A Polícia Militar cobre o bairro com o efetivo do 9º BPM, e a Polícia Civil, com a 40ª DP.